# Thalia Flora-Karavia

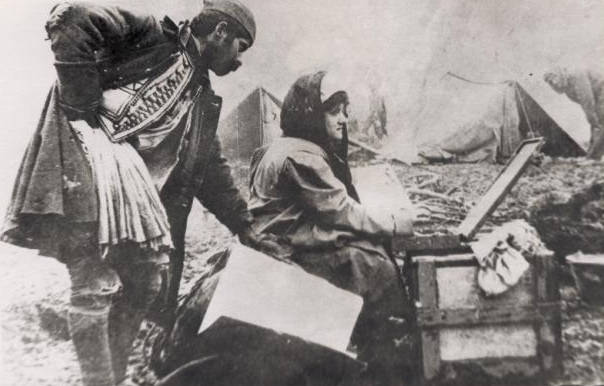
Thalia Flora-Karavia zeichnet während des Balkankrieges 1912/13

Thalia Flora-Karavia (griechisch Θάλεια Φλωρά-Καραβία, weitere Namensform Thalia Flora Caravia, * 1871 in Siatista; † 17. Januar 1960 in Athen) war eine griechische Künstlerin, die vor allem durch ihre Kriegszeichnungen bekannt wurde.

## Leben
Thalia Flora wurde 1871 im griechischen Westmakedonien geboren. Im Jahr 1874 zog ihre Familie nach Istanbul. Hier besuchte Flora die Schule und studierte anschließend von 1883 bis 1888 an der Mädchenschule Zappeion. Nach ihrem Abschluss arbeitete sie ein Jahr als Lehrerin, beschloss aber bald, Kunst zu studieren und ging 1895 nach München. Da sie als Frau die Münchener Akademie der Künste nicht besuchen durfte, nahm sie Unterricht in den Lehrateliers von Georgios Jakobides und Nikolaos Gyzis. Im Jahr 1898 kehrte sie nach Istanbul zurück, kam aber 1900 erneut nach München und reiste dann durch Europa. 1903 lebte sie in Paris und kam dort mit den Impressionisten in Kontakt, deren Stil sie übernahm. Im Jahr 1906 nahm sie mit Sofia Laskaridou an einer Ausstellung in Athen teil.
Während eines Aufenthalts in Ägypten heiratete sie 1907 den Journalisten Nicholas Karavia. Das frisch vermählte Paar lebte in den nächsten 30 Jahren in Alexandria. Flora-Karavia gründete dort eine Kunstschule und unterrichtete auch. Während der Balkankriege 1912/13 entschied sie sich, mit den griechischen Truppen zu ziehen, um als Korrespondentin für die von ihrem Mann geleitete Zeitung in Alexandria zu arbeiten. Es entstanden mehr als 300 Zeichnungen, die das Leben der Truppen und der Flüchtlinge dokumentieren, aber auch die Opfer zeigen. Die Arbeiten wurden 1936 im Buch Impressionen des Krieges 1912/13 in Makedonien und Epirus veröffentlicht. Sie nahm auch am Griechisch-Türkischen Krieg im Jahr 1921 teil und war 1940/41 im Griechisch-Italienischen Krieg an der Front in Albanien.
1940 zog Flora-Karavia nach Griechenland, wo sie den Rest ihres Lebens verbrachte. Sie starb 1960 in Athen.

## Werk
Thalia Flora stellte ihre Arbeiten erstmals 1898 aus. Es folgten zahlreiche Ausstellungen, darunter die Weltausstellung Paris 1900, Ausstellungen in Istanbul in den Jahren 1901 and 1902, in Athen 1903, in Kairo 1909, in Rom 1911 und bei der Biennale di Venezia im Jahr 1934.
Thalia Flora-Karavia malte und zeichnete Porträts, Landschaften und Stillleben, malte Genrebilder und illustrate Bücher. Waren die Gemälde anfangs noch streng akademisch, übernahm sie nach einem Aufenthalt in Paris 1903 immer stärker stilistische Merkmale der Impressionisten.
Das Kriegsmuseum Athen besitzt eine große Sammlung von Aquarellen und Pastellen von Flora-Karavia aus der Zeit der Balkankriege und des Griechisch-Türkischen Krieges. Die Zeichnungen zeigen Szenen der Schlacht von Bizhani im Februar 1913, ein improvisiertes Lazarett in Philippiada, Porträts von Soldaten sowie König Konstantin I. und seines Stabes.
Mehr als 2500 Werke sind von der Künstlerin erhalten. Ca. 70 Kriegszeichnungen wurden 1957 von der Künstlerin angekauft und der Städtischen Galerie Ioannina überlassen.

## Auszeichnungen
- 1945 Silber-Medaille der Kunstakademie Athen[3]
- 1954 Erzengelkreuz des Ordens der Mildtätigkeit[3]